# Parhydraenida quadraticeps
Parhydraenida quadraticeps är en skalbaggsart som beskrevs av Balfour-browne 1975. Parhydraenida quadraticeps ingår i släktet Parhydraenida och familjen vattenbrynsbaggar. Inga underarter finns listade i Catalogue of Life.